# Sania marjoriae
Sania marjoriae är en stekelart som beskrevs av Mason 1983. Sania marjoriae ingår i släktet Sania och familjen bracksteklar. Inga underarter finns listade i Catalogue of Life.